# Nanyang Technological University

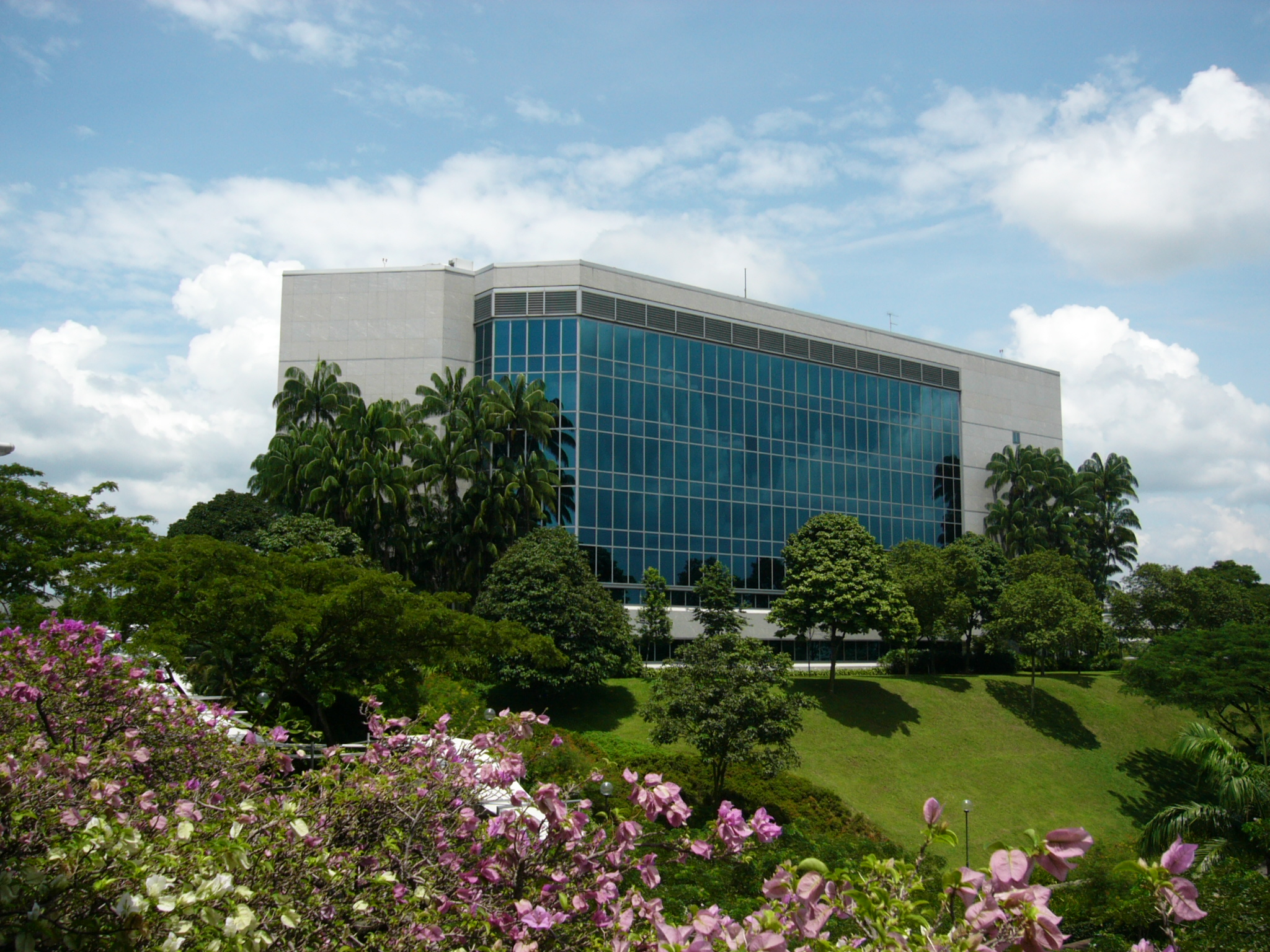
Der oft als tropical garden bezeichnete Campus der NTU; hier das Administration Building.

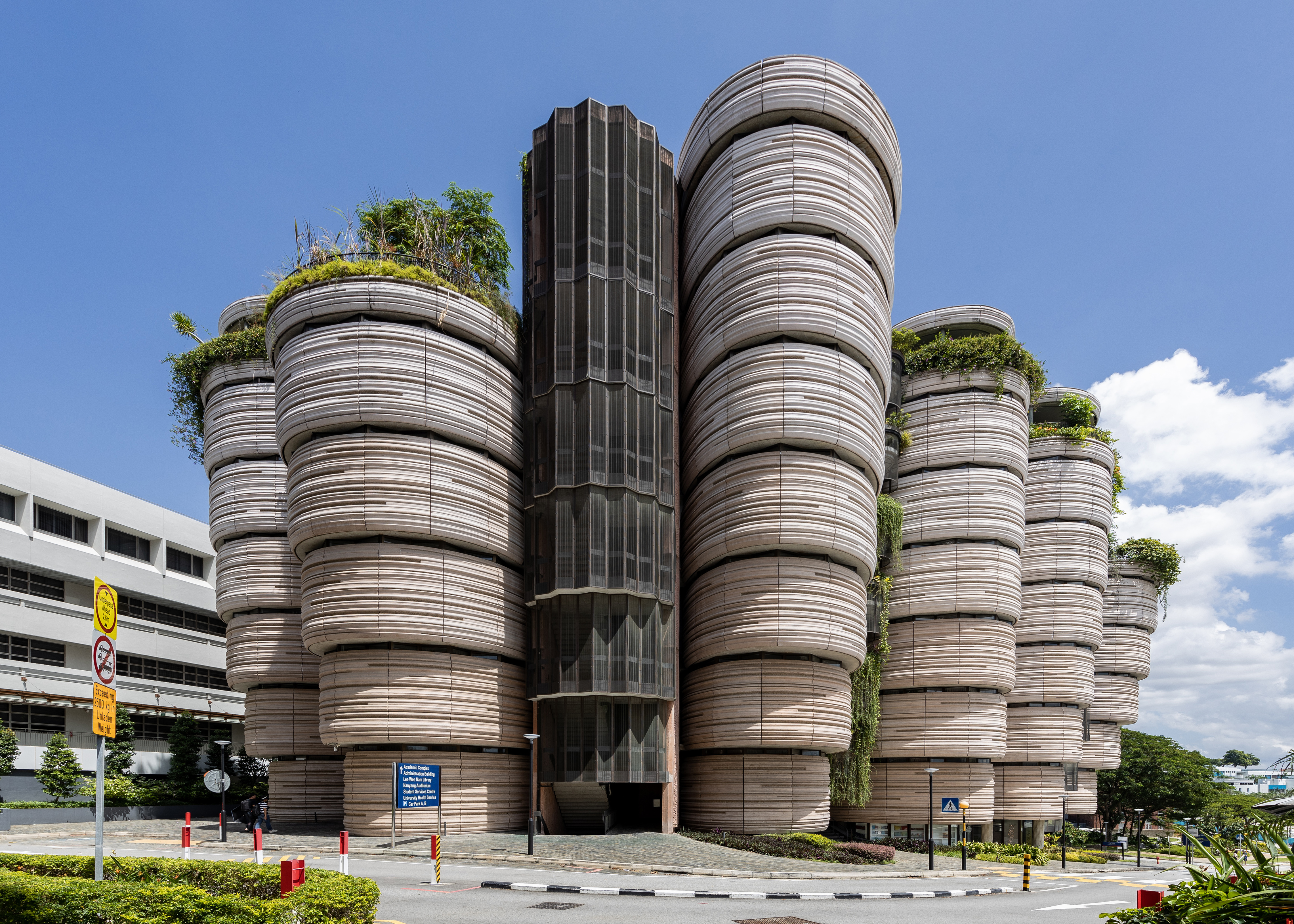
Learning Hub (NTU) – The Hive

Die Technische Universität Nanyang (englisch Nanyang Technological University; Abk. NTU; chinesisch 南洋理工大学, Pinyin Nányáng Lǐgōng Dàxué, Abk. 南大; malaiisch Universiti Teknologi Nanyang) ist eine Universität des Stadtstaates Singapur. Sie gilt als eine der Top-Institutionen in Asien und zählt zu den besten jungen Eliteuniversitäten weltweit.

## Geschichte

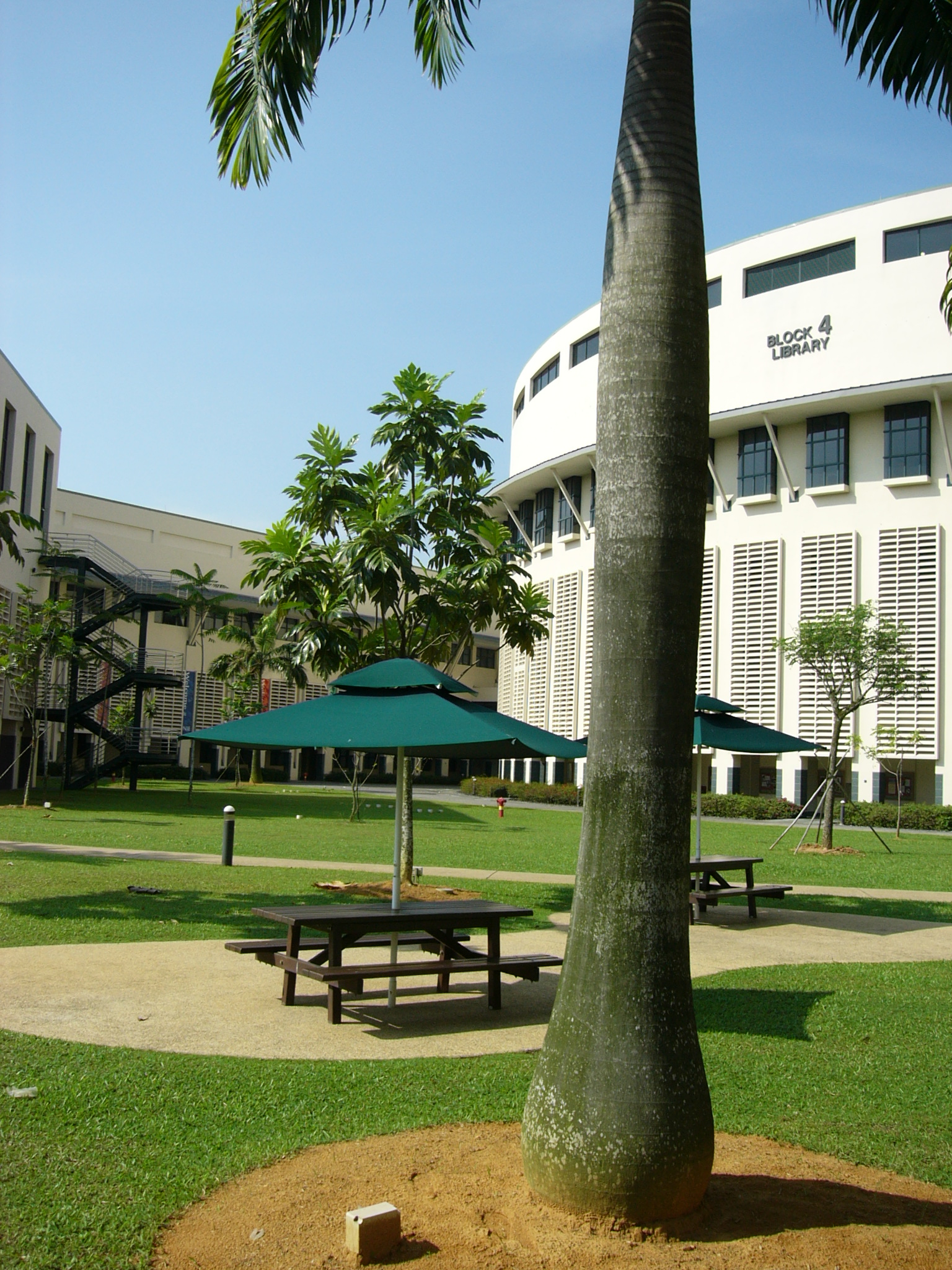
Das Bibliotheksgebäude des NIE

Der 2 km² große Yunnan Garden Campus befindet sich 25 km außerhalb des Stadtzentrums in dem im Südwesten gelegenen Stadtteil Jurong. Dort befand sich seit 1956 die private chinesische Nanyang University, bis diese 1980 mit der National University of Singapore zwangsvereint wurde. Im folgenden Jahr wurde dann das Nanyang Technological Institute gegründet, welches 1991 zur heutigen Universität wurde. Die Nanyang Technological University wurde 1991 als Ersatz für das Nanyang Technological Institute (NTI) gegründet. Im Jahr 1981 wurden alle Namen anstelle von „Nanyang University of Technology“ (was eine unpassende Bedeutung haben wird – NUT) gewählt.
1991 fusionierte NTI mit dem National Institute of Education (NIE) (gegründet 1950) zur Nanyang Technological University (NTU). Im Jahr 2006 wurde es zu einer autonomen Einrichtung.
Es gibt vier Colleges (Fakultäten) gegliedert, die in insgesamt 12 Schools (Institute) unterteilt sind. Der Schwerpunkt liegt bei den Ingenieurwissenschaften und den angewandten Naturwissenschaften, wobei auch Wirtschaft, Kunst und Geisteswissenschaften gelehrt werden.
Seit 2001 befindet sich auch das National Institute of Education (abgekürzt: NIE) auf dem Campus der NTU, dieses ist für die Lehrerausbildung der Gymnasiallehrer Singapurs zuständig.
An den Institutionen werden circa 38.000 Studenten ausgebildet. Auf dem Campus befinden sich außer den Instituten auch zahlreiche Studentenwohnheime, Mensen, Sportanlagen, Fastfood-Restaurants, ein Supermarkt und Wohnanlagen für die Angestellten der Universität.
Die Nanyang Technological University beteiligt sich am World Entrepreneurship Forum, das 2008 von KPMG France und der emLyon business school gegründet wurde und den Preis Entrepeneur for the World, vergibt.
In Zusammenarbeit mit dem Imperial College London und mit umfangreichen Spendengeldern, u. a. von der Lee-Foundation wurde 2013 die Lee Kong Chian School of Medicine gegründet.
Seit November 2021 wurde ein Teil der Nanyang Avenue zum VTL-Checkpoint Singapur-Malaysia umgewandelt aufgrund der COVID-19-Pandemie in Singapur, der für die geimpfte Reiseroute bestimmt ist, die anderen umfassen das Pasir Laba Camp und Tuas Link/Wrexham. Vor Beginn der Impfmaßnahmen für Arbeitnehmer im Jahr 2022 haben alle NTU-Studierenden von zu Hause aus gearbeitet und studiert seit April 2020, mit Ausnahme bestimmter Abschlussfeiern, die zu diesem Zeitpunkt an der NTU stattfinden. Die Vaccinated Travel Lane (VTL) wurde am 25. November 2022 endgültig aufgegeben.

## Schulen
NTU hat auch mehrere Schulen:
- Nanyang Business School
- College of Humanities, Arts, and Social Sciences
- College of Engineering
- College of Science
- Lee Kong Chian School of Medicine
- Interdisciplinary Graduate School
- S. Rajaratnam School of International Studies

Das ehemalige Verwaltungsgebäude der Nanyang University wurde zum Chinesischen Kulturerbezentrum umgebaut und 1998 zum Nationaldenkmal erklärt – jetzt mit Blick auf den Yunnan Garden. Ab 2019 werden im Yunnan-Garten umfassende Renovierungsarbeiten durchgeführt, die 2021 abgeschlossen sein werden. Einige davon wurden jedoch Anfang 2020 teilweise für die Öffentlichkeit geöffnet. Das Nanyang University Memorial und der ursprüngliche Nanyang University Arch wurden ebenfalls zu Nationaldenkmälern Singapurs erklärt 1998. Der Nanyang Drive wurde 2022 weiter begradigt.
Das NTU Art & Heritage Museum ist ein anerkanntes öffentliches Museum im Rahmen des Approved Museum Scheme des National Heritage Board. Wohltäter, die der NTU Kunstwerke und Artefakte spenden, kommen in den Genuss doppelter Steuerabzüge. Zwischen dem Chinese Heritage Centre und dem Wohnheim 4 gibt es einen kleinen See namens Nanyang Lake. Nur Mitglieder des NTU Anglers' Club-Lizenzinhabers, des Angelclubs der NTU, dürfen in diesem See angeln.

### Nanyang Business School
Die Nanyang Business School (NBS) ist mit über 6.800 Studenten und Doktoranden die größte Business School des Landes. Laut Financial Times ist es auch die Business School Nr. 1 in Singapur und die 3. im asiatisch-pazifischen Raum. Seit 2004 wurde der Nanyang MBA in 13 aufeinanderfolgenden Jahren laut The Economist als bester in Singapur eingestuft. NBS hat mehr als 160 Professoren aus mehr als 20 Ländern, die 30 Sprachen beherrschen und an den renommiertesten Universitäten der Welt promoviert haben. Damit ist NBS gemessen an der Fakultät eine der größten Business Schools der Welt.

## Reputation
In internationalen Rankings belegt die Nanyang Technological University Spitzenplätze. Sie wurde unter anderem von dem britischen Wissenschaftsverlag Quacquarelli Symonds (QS) fünf Jahre in Folge von 2014 bis 2018 als beste junge Eliteuniversität der Welt ausgezeichnet und belegt in deren World-Ranking 2018 Platz 11. 2011 war die NTU die erste asiatische Universität, die ein maximales 5+ Sterne Rating im QS-Bewertungssystem erhielt. Times Higher Education (THE) wertete die Nanyang Technological University auf Platz 2 der Eliteuniversitäten unter 50 Jahren und bezeichnete sie als die am schnellsten aufsteigende junge Top-Universität. Besonderes Ansehen genießt die Fakultät für Ingenieurwissenschaften, welche zu den weltweit größten und produktivsten gehört.

## Verkehr
Die NTU ist bisher im öffentlichen Verkehr nur mit den Buslinien 179 und 199 erreichbar. In der Nähe befinden sich drei MRT-Stationen – Nanyang Gateway, Nanyang Crescent und Peng Kang Hill, die voraussichtlich bis ins Jahr 2028 fertiggestellt werden.
Auf der NTU befindet sich auch der weltweit erste fahrerlose Volvo-Elektrobus. Er soll die Erreichbarkeit und Anbindung der Universität sicherstellen. Er verkehrt auf einer 500 Meter langen Strecke, die die Studentenwohnheime mit den wichtigsten akademischen Bereichen verbindet und Teil des Bollore Bluetram ist.